# Cordes Lakes (Arizona)
Cordes Lakes es un lugar designado por el censo ubicado en el condado de Yavapai en el estado estadounidense de Arizona. En el Censo de 2010 tenía una población de 2633 habitantes y una densidad poblacional de 94,05 personas por km².

## Geografía
Cordes Lakes se encuentra ubicado en las coordenadas 34°18′37″N 112°6′26″O / 34.31028, -112.10722. Según la Oficina del Censo de los Estados Unidos, Cordes Lakes tiene una superficie total de 28 km², de la cual 28 km² corresponden a tierra firme y (0%) 0 km² es agua.

## Demografía
Según el censo de 2010, había 2.633 personas residiendo en Cordes Lakes. La densidad de población era de 94,05 hab./km². De los 2.633 habitantes, Cordes Lakes estaba compuesto por el 92.86% blancos, el 0.84% eran afroamericanos, el 1.44% eran amerindios, el 0.15% eran asiáticos, el 0% eran isleños del Pacífico, el 2.13% eran de otras razas y el 2.58% pertenecían a dos o más razas. Del total de la población el 8.13% eran hispanos o latinos de cualquier raza.